# Бувил (Есон)
Бувил (фр. Bouville) насеље је и општина у Француској у региону Париски регион, у департману Есон која припада префектури Етан.
По подацима из 2011. године у општини је живело 626 становника, а густина насељености је износила 30,49 становника/km². Општина се простире на површини од 20,53 km². Налази се на средњој надморској висини од 71 метар (максималној 152 m, а минималној 66 m).

## Демографија
| 1962. | 1968. | 1975. | 1982. | 1990. | 1999. | 2011. |
| ----- | ----- | ----- | ----- | ----- | ----- | ----- |
| 286   | 301   | 361   | 492   | 533   | 538   | 626   |

График промене броја становника у току последњих година